# Macrosenta
Macrosenta is een geslacht van vlinders van de familie tandvlinders (Notodontidae), uit de onderfamilie Notodontinae.

## Soorten
- M. caudatissima (Strand, 1912)
- M. longicauda Holland, 1893
- M. purpurascens Hacker, Fibiger & Schreier, 2007
- M. rosella Kiriakoff, 1964
- M. undulata Kiriakoff, 1965